# Biran Damla Yılmaz
Biran Damla Yılmaz (* 28. Juni 1997 in Istanbul) ist eine türkische Schauspielerin und Model. Sie spielte in verschiedenen Fernsehserien wie Baraj, Canevim und Kırgın Çiçekler.

## Karriere
Nach einem Studium am Konservatorium begann Yılmaz 2014 ihre Schauspielkarriere noch als Studentin. Ihr Debüt gab sie 2014 in der Fernsehserie Muhteşem Yüzyıl. Ihre erste bemerkenswerte Rolle war in der Serie Yasak. 
Ihren Durchbruch hatte Yılmaz in der Fernsehserie Kırgın Çiçekler. Zudem war Yılmaz 2015 in Beyaz Karai zu sehen. Außerdem wurde sie 2019 für den Film Mucize 2: Aşk gecastet. 2020 spielte sie als Hauptrolle in der Serie Baraj. Von 2021 bis 2022 setzte Yılmaz ihre Karriere in Yasak Elma fort.

## Filmografie
Filme
- 2015: Çılgın Dersane 4: Ada
- 2019: Mucize 2: Aşk

Fernsehserien
- 2014: Muhteşem Yüzyıl
- 2014: Yasak
- 2015: Beyaz Yalan
- 2015–2018: Kırgın Çiçekler
- 2019: Canevim
- 2020–2021: Baraj
- 2021–2022: Yasak Elma
- 2022: Maske Kimsin Sen?